# 波尔凯里库尔
波尔凯里库尔（法語：Porquéricourt，法語發音：[pɔʁkeʁikuʁ]）是法国瓦兹省的一个市镇，位于该省东北部，属于贡比涅区。

## 地理
波尔凯里库尔（49°35'37"N, 2°57'36"E）面积3.75 平方千米，位于法国上法蘭西大區瓦兹省，该省份为法国北部内陆省份，北起索姆省，西接厄尔省和滨海塞纳省，南至塞纳-马恩省和瓦兹河谷省，东临埃纳省。
与波尔凯里库尔接壤的市镇（或旧市镇、城区）包括：博兰莱努瓦永、拉尼、努瓦永、塞迈兹、叙祖瓦、沃谢勒。

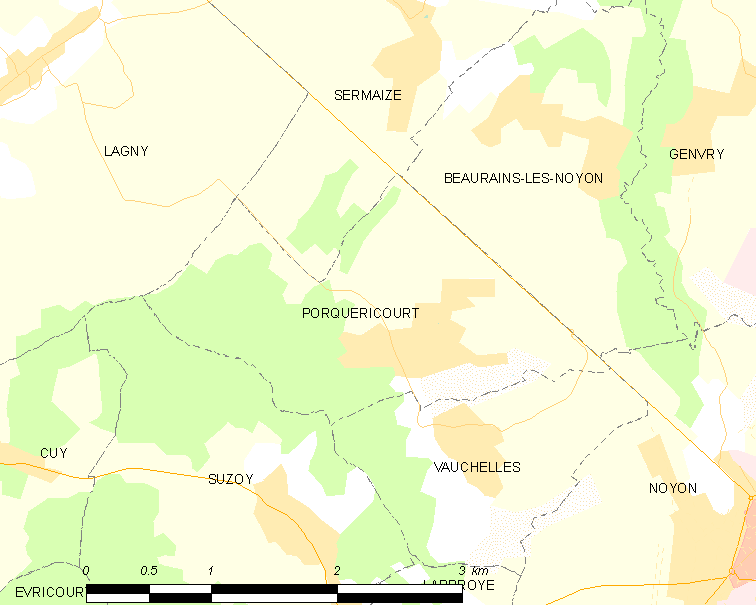
波尔凯里库尔的OSM定位图

波尔凯里库尔的时区为UTC+01:00、UTC+02:00（夏令时）。

## 行政
波尔凯里库尔的邮政编码为60400，INSEE市镇编码为60511。

## 政治
波尔凯里库尔所属的省级选区为努瓦永县。

## 人口

1962-2008年间波尔凯里库尔人口变化图示

波尔凯里库尔于2022年1月1日时的人口数量为412人。